# Heribert de Colònia
Heribert de Colònia (Worms, Renània-Palatinat, ca. 970 - Colònia, 16 de març de 1021) va ser un arquebisbe de Colònia i canceller de l'emperador Otó III del Sacre Imperi Romanogermànic.

## Biografia
Nascut a Worms (Alemanya), era fill d'Hugo, comte de Worms. Fou educat a l'escola de la catedral de la ciutat, i a l'abadia benedictina de Gorze (Mosel·la). Tornà a la catedral de Worms i en fou prebost; hi fou ordenat prevere en 994.
El mateix any, l'emperador Otó III el nomenà canceller per a Itàlia, i quatre anys més tard, també d'Alemanya, càrrec que va tenir fins a la mort de l'emperador el gener de 1002. Acompanyà Otó a Roma en 996 i un altre cop en 997. Mentre era a Itàlia, fou elegit arquebisbe de Colònia, i a Benevento rebé la investidura de mans del papa Silvestre II el 9 de juliol de 999, tot i que no fou consagrat fins que arribà a Colònia, el Nadal d'aquell any.
En 1002, assistí l'emperador al seu llit de mort a Paterno, i presidí el seguici que n'endugué la despulla i les insígnies imperials a Alemanya. De camí, fou fet presoner pel futur Enric II del Sacre Imperi Romanogermànic, a la candidatura del qual com a emperador s'havia oposat Heribert.
En 1003 Heribert fundà l'abadia de Deutz, vora el Rin, en un lloc estratègic que controla l'entrada occidental a la ciutat de Colònia. Morí a Colònia el 16 de març de 1021 i fou sebollit a l'abadia de Deutz.

## Veneració
Heribert fou aviat venerat com a sant, fins i tot quan era viu. Fou canonitzat per Gregori VII cap al 1074. Les relíquies es col·locaren a un reliquiari d'argent daurat que avui es conserva a la parròquia de Neu-St.Heribert, avui al nucli urbà de Colònia.
Entre els miracles que se li atribuïen hi havia el final d'una sequera, i és invocat per afavorir la pluja.

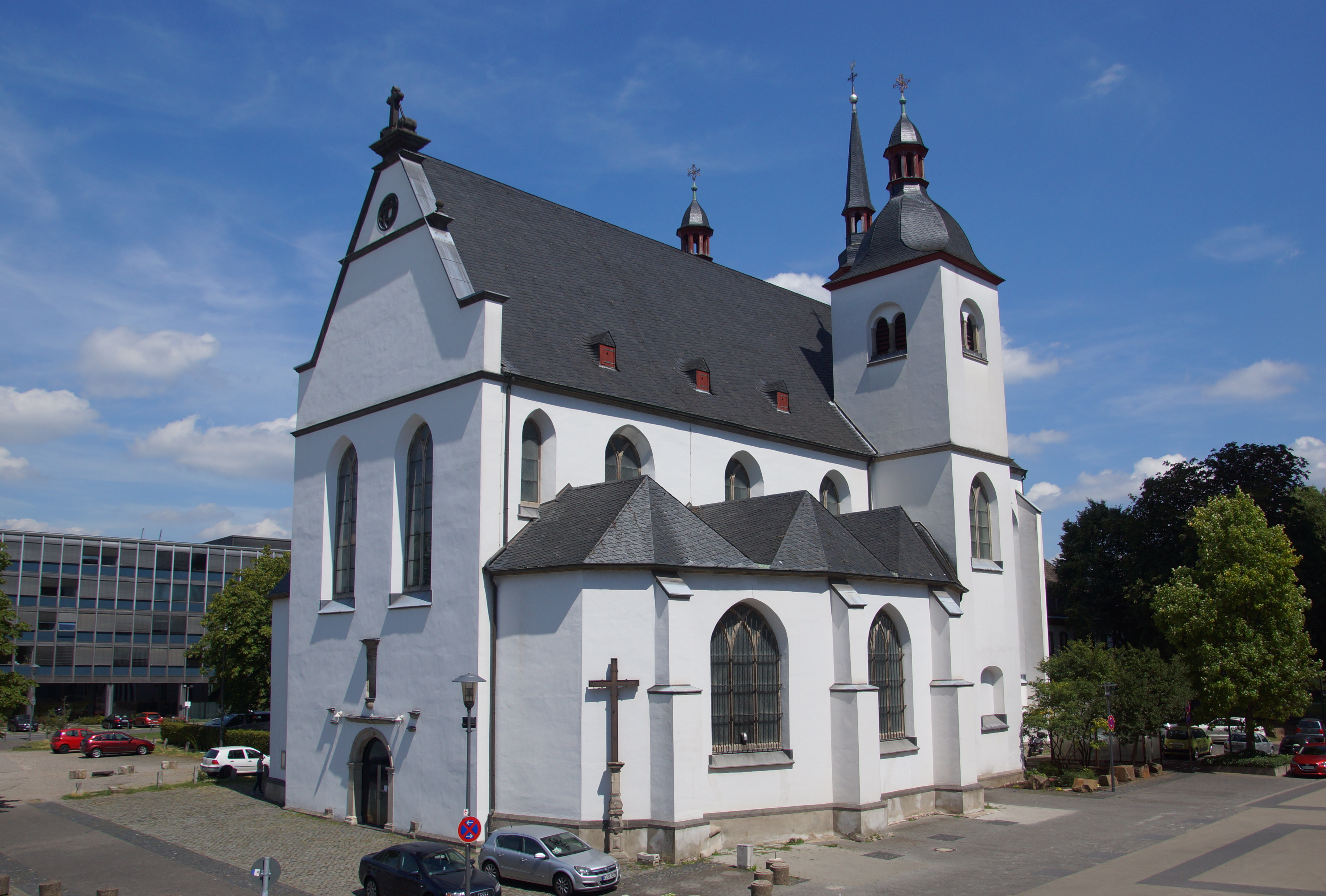
Església de l'antiga abadia fundada pel sant
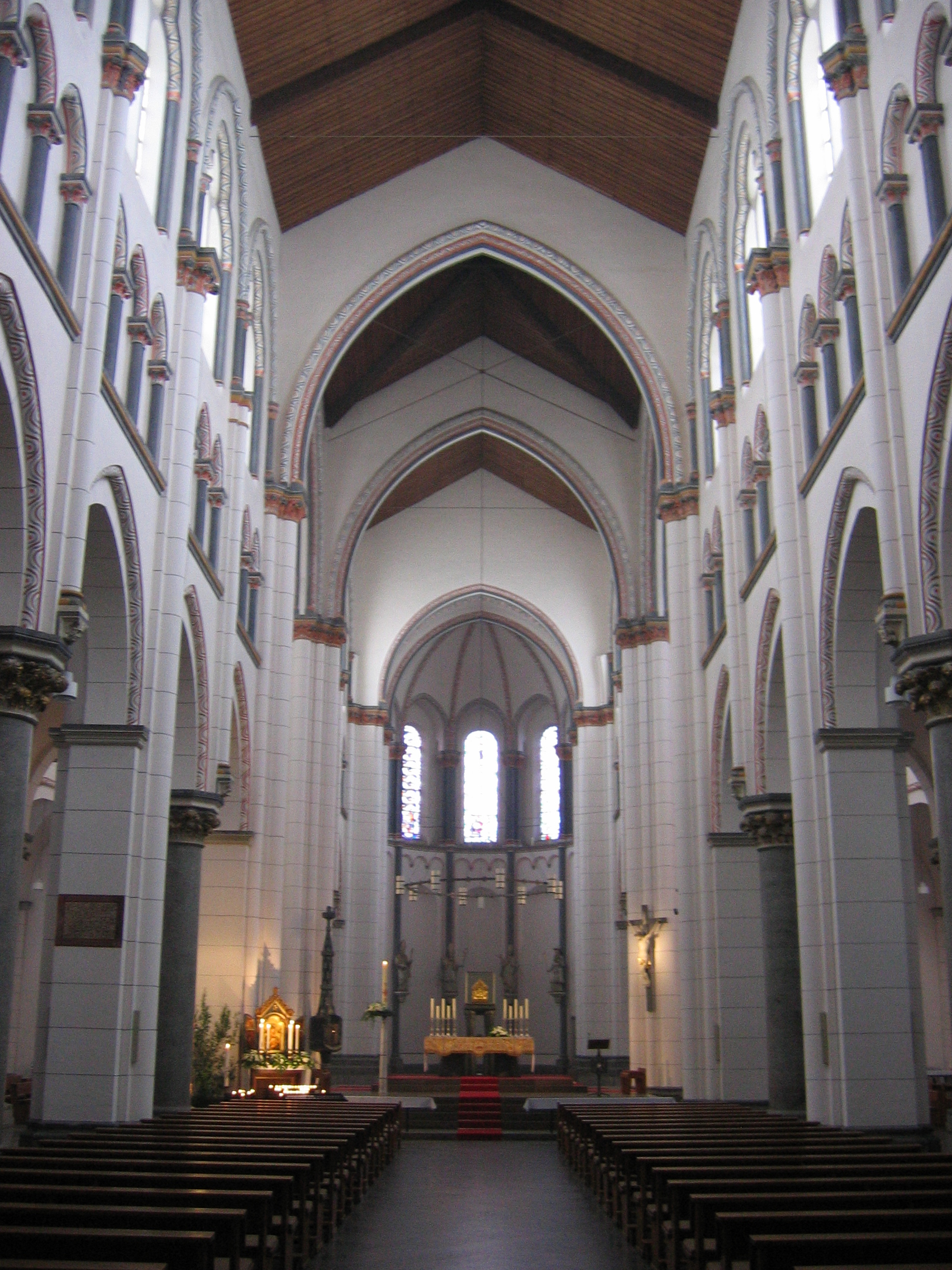
Parròquia de Neu-Heribert
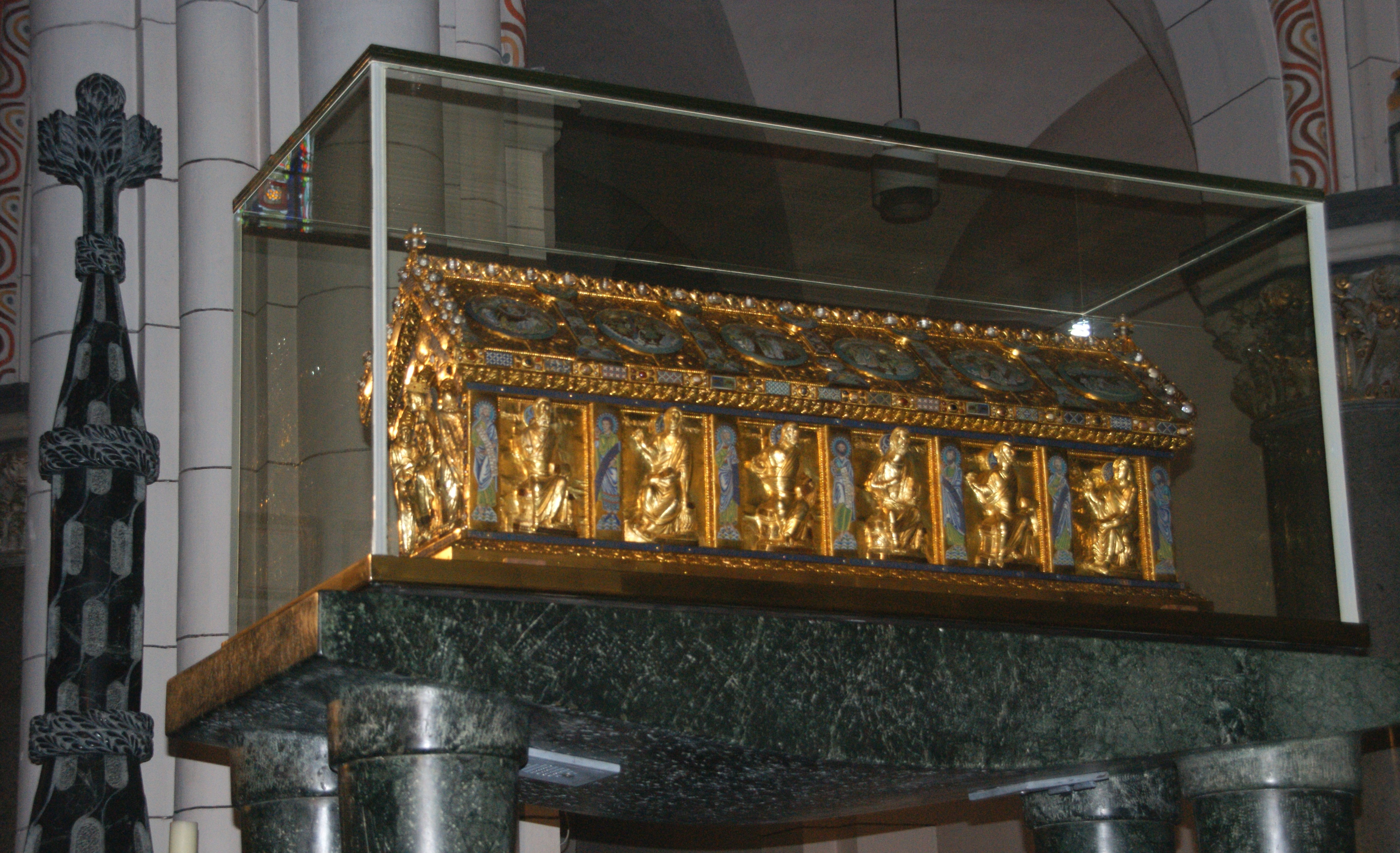
Reliquiari del bisbe